# Münzprägungen des Jüdischen Krieges

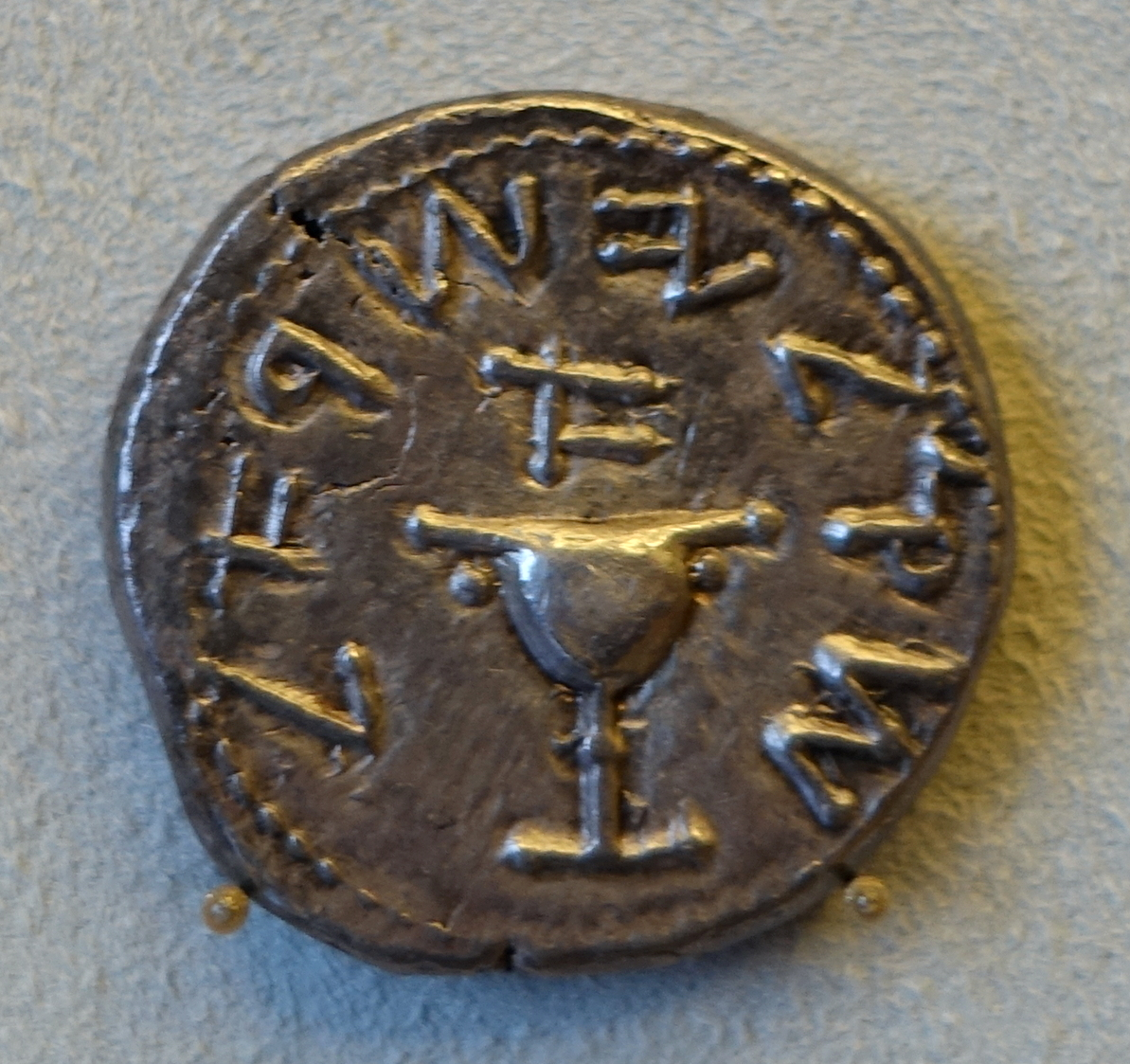
Silberner Schekel. Die Umschrift ist in Althebräischer Schrift und beginnt rechts unten: שקל ישראל „Schekel Israels“. Über dem Kelch die Datierung: der Buchstabe א Alef, als Zahl gelesen: (Jahr) 1 (Bode-Museum)

Die Münzprägungen des Jüdischen Krieges (66 bis 70 n. Chr.) zeigen Symbole und Losungen der Aufständischen und sind damit für deren Selbstverständnis von besonderer Bedeutung. Das Prägen von Silbermünzen war eine Unabhängigkeitserklärung gegenüber dem Römischen Reich, denn das Recht, Silbermünzen herauszugeben, hatte nur der Kaiser. Diese neu eingeführten und in großer Zahl in Umlauf gebrachten Münzen sind ein Alleinstellungsmerkmal des jüdischen Aufstands unter den verschiedenen Erhebungen unterworfener Völker gegen die römische Herrschaft. Es waren Münzen, die „statt des anstößigen Kaiserbildes die heiligen Gegenstände des Kultes und der Festfreude, ja vielleicht sogar den »Kelch der Erlösung« nach Ps 116,13  trugen und deren Inschrift statt der Göttlichkeit des Kaisers die Erlösung Israels proklamierte.“

## Münzstätte Jerusalem
Dass mit dem Fall Jerusalems im Jahr 70 auch die Münzprägung aufhörte, legt den Schluss nahe, dass Jerusalem die wichtigste Münzstätte war.
Als die Zeloten die Kontrolle über den Jerusalemer Tempel erlangt hatten, verfügten sie damit auch über den Tempelschatz, die in Tyrischen Schekeln erhobene Tempelsteuer. Diese Münzen waren trotz ihrer paganen Symbolik wegen ihres Silbergehalts von über 94 % zur Währung des Tempels geworden und, wie die Hortfunde zeigen, auch sonst im Alltag der Stadt Jerusalem präsent.
Welche der rivalisierenden Parteien die Prägung neuer Münzen kontrollierte, ist nicht bekannt. Keiner der jüdischen Militärführer hat seinen Namen auf diese Münzen prägen lassen. Während das Prägen der Münzen irgendwo in der Stadt hätte stattfinden können, mussten sowohl das zu prägende Silber als auch die Menge der Silbermünzen sicher verwahrt werden. Beides war im Tempel gewährleistet. Das bedeutet, dass die Prägung von Priestern unterstützt, wenn nicht sogar organisiert wurde. Typisch für die Jerusalemer Schekel ist ein dicker Schrötling mit nach außen gewölbtem Rand. Der Silbergehalt der neuen Münzen ist ungewöhnlich hoch (98 %) und unterscheidet sich bei Schekeln und Halbschekeln kaum.  Dieser konstant hohe Silbergehalt deutet darauf hin, dass es das Tempelsilber war, die tyrischen Schekel, aber auch andere silberne Objekte im Tempelschatz, die eingeschmolzen und zu Schekeln und Halbschekeln geprägt wurden. Josephus bemerkt mehrfach, dass sehr viel Geld in der belagerten Stadt in Umlauf gewesen sei; man kann das als Inflation interpretieren, ausgelöst durch die Ausgabe des Tempelschatzes.
Die zunehmend schwierigere Situation der Aufständischen und die bürgerkriegsartigen Zustände in Jerusalem hatten auf die Qualität der Münzprägung keine erkennbaren Auswirkungen.

## Münzstätte Gamala
In der antiken Stadt Gamala (heute Nationalpark Gamla) wurden bei Ausgrabungen sieben Bronzemünzen gefunden, die sich von den Jerusalemer Prägungen unterscheiden. Zwei weitere Exemplare sind seitdem bekannt geworden.
Die Münzstempel sind offenbar nicht das Werk von erfahrenen Handwerkern. Entsprechend schlecht ist die Qualität der Prägung, verglichen mit den Jerusalemer Erzeugnissen. Das zeigt sich besonders bei der Umschrift; der Stempelschneider scheint mit der Form der Buchstaben nicht vertraut gewesen zu sein. 
Hintergrund dieser lokalen Prägung ist wahrscheinlich eine Belagerung Gamalas; Yaakov Meshorer denkt hier an die Belagerung der Stadt durch die römische Armee unter Vespasian, die laut Flavius Josephus einen Monat dauerte und im Tischri des Jahres 67 mit dem Fall Gamalas endete. Das wäre dann eine symbolische Aktion zur Hebung der Moral gewesen. Nach Yoav Farhi wurden die Münzen aber schon während der vorausgehenden siebenmonatigen Belagerung Gamalas durch Truppen des Königs Agrippa II. geprägt (an die sich die römische Belagerung direkt anschloss). Damit kann er die deutlichen Benutzungsspuren an den Münzen erklären.
Die Vorderseite zeigt das von den Jerusalemer Schekeln bekannte Motiv des Kelchs – wahrscheinlich waren Jerusalemer Münzen nach Gamala gelangt und hatten als Vorlage gedient. Die Umschrift wird gewöhnlich gelesen als לגאלת „für die Erlösung“; Yoav Farhi schlägt stattdessen die Lesung בגמלא vor. Die nächstliegende Übersetzung wäre „in Gamala“; da aber der Buchstabe ב zugleich für die Zahl 2 steht, kann die Umschrift interpretiert werden als: „Gamala, (Jahr) 2“. Für die Umschrift der Rückseite wurden verschiedene Lesarten vorgeschlagen, die Buchstaben sind aber so schlecht ausgeführt, dass ihre Interpretation unsicher bleibt.

## Motive und Losungen

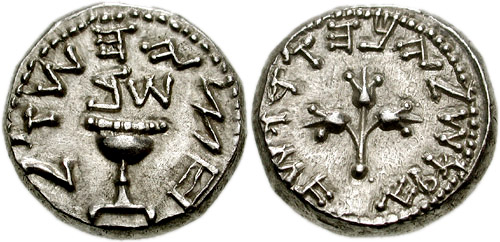
Silberner Halbschekel, Jahr 2

Die Ikonographie der Münzen folgt zwei Typen:
- Jerusalemer Tempel, Kult, Feste;
- Landwirtschaftliche Symbole.[2]

### Silbermünzen
In den fünf Kriegsjahren wurde eine große Menge von silbernen Schekel- und Halbschekelmünzen in Jerusalem geprägt. Bekannt sind 1220 Silbermünzen (885 Schekel und 335 Halbschekel). Die im Menorah Coin Project (siehe Weblinks) erfassten Silbermünzen verteilen sich über die Jahre der neuen Ära, nach der sie datiert sind, wie folgt: 
| Inschrift | Übersetzung | Datierung                      | Häufigkeit |
| --------- | ----------- | ------------------------------ | ---------- |
| א         | „(Jahr) 1“  | 66/67 n. Chr.                  | 19,45 %    |
| ש ב       | „Jahr 2“    | 67/68 n. Chr.                  | 41,64 %    |
| ש ג       | „Jahr 3“    | 67/68 n. Chr.                  | 33,42 %    |
| ש ד       | „Jahr 4“    | 69/70 n. Chr.                  | 4,24 %     |
| ש ה       | „Jahr 5“    | 70 n. Chr. (nur einige Monate) | 1,24 %     |

Dafür wurden, soweit bekannt, 515 verschiedene Prägestempel benutzt: 85 für die Vorderseite (Avers) und 430 für die Rückseite (Revers).
Die Münzen zeigen auf der Vorderseite einen Kelch mit Perlrand und der paläohebräischen Umschrift: שקל ישראל Schekel Jisrael „Schekel Israels“ und auf der Rückseite einen Stab mit drei Granatapfelblüten und der Umschrift: ירושלים הקדושה Jeruschalajim haKedoscha „Heiliges Jerusalem“. (Der Tyrische Schekel dagegen trug die Aufschrift: „Tyros, die Heilige und Unverletzliche“.) Über dem Kelch ist jeweils das Prägejahr angegeben, die Kriegsjahre werden von 1 (Alef, א) bis 5 (He, ה) durchgezählt. Bei dem meist daneben angebrachten W-förmigen Buchstaben handelt es sich um den Buchstaben Schin ש,  Abkürzung für שנה schana, „Jahr“.
- Der Kelch hat einen breiten Rand, der ihn ungeeignet zum Trinken macht. Er wird mit dem goldenen Schaugefäß identifiziert, in dem während des Schawuot-Festes die Erstlingsgarbe der Weizenernte, bzw. das daraus gewonnene Mehl, im Tempel dargebracht wurde.[8][9] Diese Deutung wurde erstmals 1942 von Paul Romanoff vorgeschlagen. Yaakov Meshorer schloss sich dieser Deutung an und erwog, dass dieses rituelle Gefäß zusammen mit dem Schaubrottisch auf dem Triumphzug des Titus mitgeführt worden sei und auf einem Relief des Titusbogens zu sehen sei – aus perspektivischen Gründen habe der Künstler den Fuß des Gefäßes nicht dargestellt.[8] Eine Minderheit von Forschern, darunter Adolf Reifenberg, sieht in ihm den „Kelch des Heils“ (Ps 116,13-14 LUT).
- Der Stab mit Blüten wird von Yoav Farhi als Stab des Hohenpriesters identifiziert, der im Jerusalemer Tempel aufbewahrt wurde, also als ein Artefakt und nicht als stilisierte Darstellung eines Zweiges mit Blüten.[8]

### Münzen aus Buntmetall

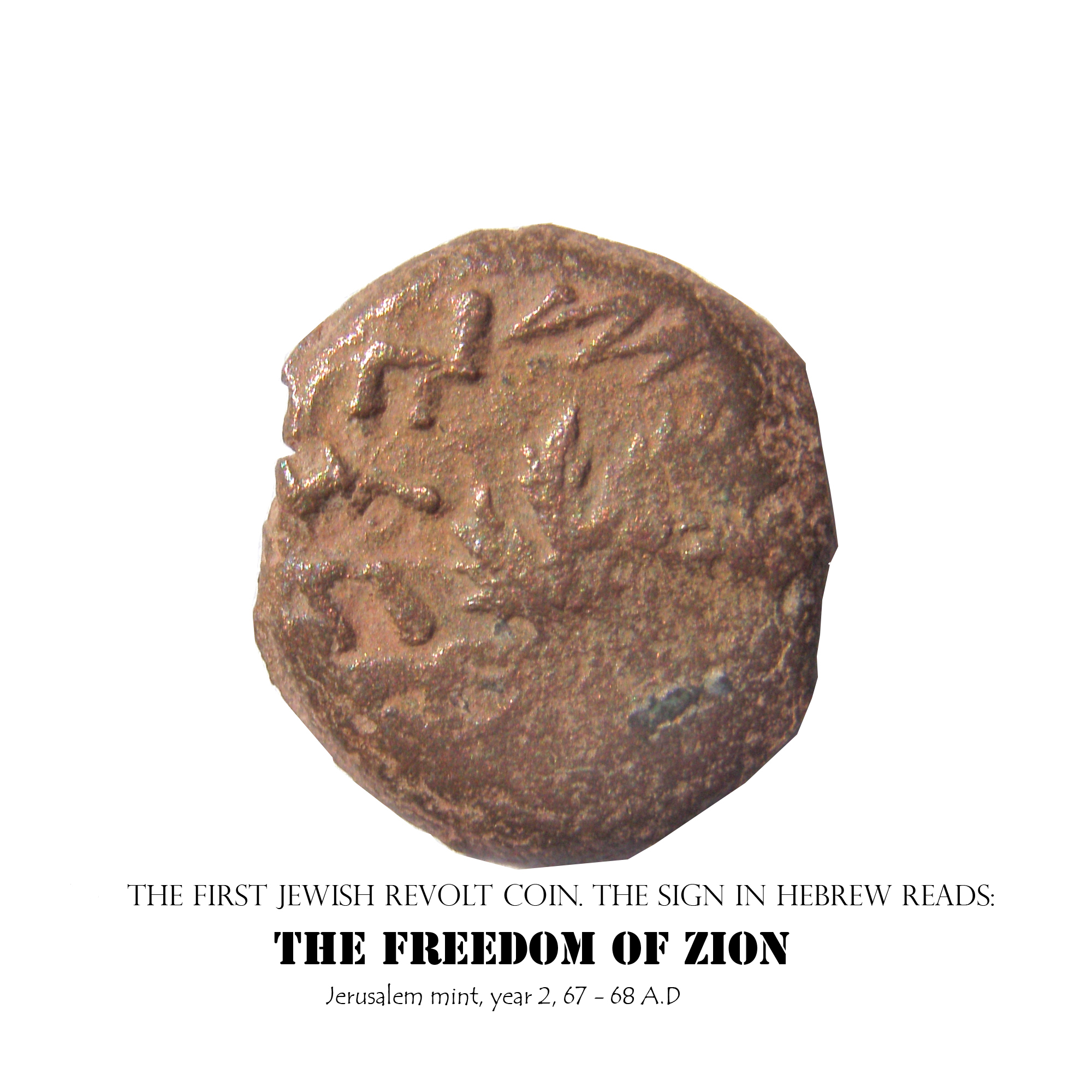
Bronzemünze (Pruta) mit Weinblatt und der Umschrift „Zions Freiheit“

Im 2., 3. und 4. Jahr prägte die Jerusalemer Münzstätte zusätzlich Bronzemünzen. Die kleine Bronzemünze (Pruta) zeigt auf der Vorderseite eine Amphore und die Jahreszahl, auf der Rückseite ein von einer Rebe herabhängendes Weinblatt und die paläohebräische Umschrift חרות ציון Cherut Zion „Zions Freiheit.“
Cherut (חרות), der hebräische Begriff für „Freiheit“, begegnet erstmals auf diesen Münzen des Jüdischen Krieges und dann weit häufiger auf Münzen des Bar-Kochba-Aufstandes.
Im vierten Aufstandsjahr wurden in Jerusalem auch Halbschekel und Viertelschekel aus Buntmetall geprägt, der Silberschatz des Tempels war möglicherweise erschöpft. 
Die Halbschekel zeigen auf der Vorderseite eine Dattelpalme zwischen zwei Körben voller Datteln und die Umschrift לגאלת ציון LeGeulat Zion „für die Erlösung Zions.“ Das Motiv der Rückseite ist eine Etrogfrucht zwischen zwei Lulavsträußen, dazu die Jahreszahl und die Bezeichnung chatzi, „Halber“. 
Die Viertelschekel zeigen auf der Vorderseite die Etrogfrucht mit der Umschrift לגאלת ציון LeGeulat Zion „für die Erlösung Zions.“ Auf der Rückseite sind zwei Lulavsträuße und die Jahreszahl zu sehen, dazu die Bezeichnung reva, „Viertel“. Lulav und Etrog beziehen sich auf das Sukkotfest.
Außerdem gibt es im vierten Kriegsjahr noch eine kleine Bronzemünze ohne Wertangabe, die man als Achtel bezeichnet. Auf der Vorderseite ist der von den Schekelmünzen bekannte Kelch abgebildet, auf der Rückseite ein Lulav zwischen zwei Etrogfrüchten.
Alle auf den Bronzemünzen auftretenden Motive (Amphore, Weinlaub, Palme, Korb mit Früchten, Etrog und Lulav) sind in der antiken jüdischen Ikonographie geläufig und begegnen beispielsweise auf den Mosaikfußböden spätantiker Synagogen. 
Wenn man dem Motiv des von einer Rebe herabhängenden Weinblatts eine symbolische Bedeutung geben will, wäre hier an den goldenen Weinstock zu denken, ein Kunstwerk, das laut Flavius Josephus den Eingang zum inneren Tempelhaus schmückte. Im Mischna-Traktat Middot wird er so beschrieben:

„Ein goldener Weinstock war über dem Eingang zum Tempelhaus, getragen von Stützen. Jeder, der ein Blatt, eine Beere oder eine Traube als freiwilliges Opfer gelobte, brachte es und hing es daran.“

Das Auftauchen der neuen Losung „für die Erlösung Zions“ als Umschrift auf den bronzenen Halb- und Viertelschekeln stimmt zeitlich überein mit der Machtübernahme Schimon bar Gioras in Jerusalem. Da zugleich die Form der Buchstaben א Alef, ו Waw und צ Zade auf den Prägungen des Jahres 4 gegenüber früheren Prägungen abweicht und es Hortfunde gibt, die ausschließlich Münzen des Jahres 4 enthalten, wird erwogen, ob eine der einander bekämpfenden Zelotengruppen eigene Bronzemünzen geprägt habe, und auch hierfür ist Schimon bar Gioras Fraktion der wahrscheinlichste Kandidat. Martin Hengel zufolge war mit „Erlösung“ aber keine andere Programmatik verbunden als mit „Freiheit“; die Bar-Kochba-Münzen zeigten, dass beide Begriffe „nahezu identisch“ seien. Die drei Zentralbegriffe Freiheit, Erlösung und Heiligkeit seien der Stadt Jerusalem mit dem Tempel als ihrem Zentrum zugeordnet. Damit konnten die Zeloten an prophetische Traditionen anknüpfen, zum Beispiel Joel 4,17 

## Münzen mit bekanntem Fundort

### Archäologische Grabungen (ohne Hortfunde)
Robert Deutsch wertete 93 Grabungen aus, die insgesamt 3492 Münzen erbrachten, davon nur 17 Silbermünzen, der Rest Bronzemünzen. Die meisten Münzen wurden im Stadtgebiet von Jerusalem sowie in Masada entdeckt. Der überwiegende Teil dieser Münzen wurde im zweiten Aufstandsjahr geprägt; die Münzen des dritten Jahrs stammen hauptsächlich aus Jerusalem, Herodium, Machaerus und Masada. Dieses Bild bestätigt sich für die Münzen des vierten Jahres (Jerusalem, Masada, Herodium). Daraus ergibt sich, dass das von den Aufständischen kontrollierte Gebiet im dritten Jahr bereits stark zusammengeschmolzen war und die Römer im vierten Jahr den größten Teil des Landes kontrollierten.

### Hortfunde

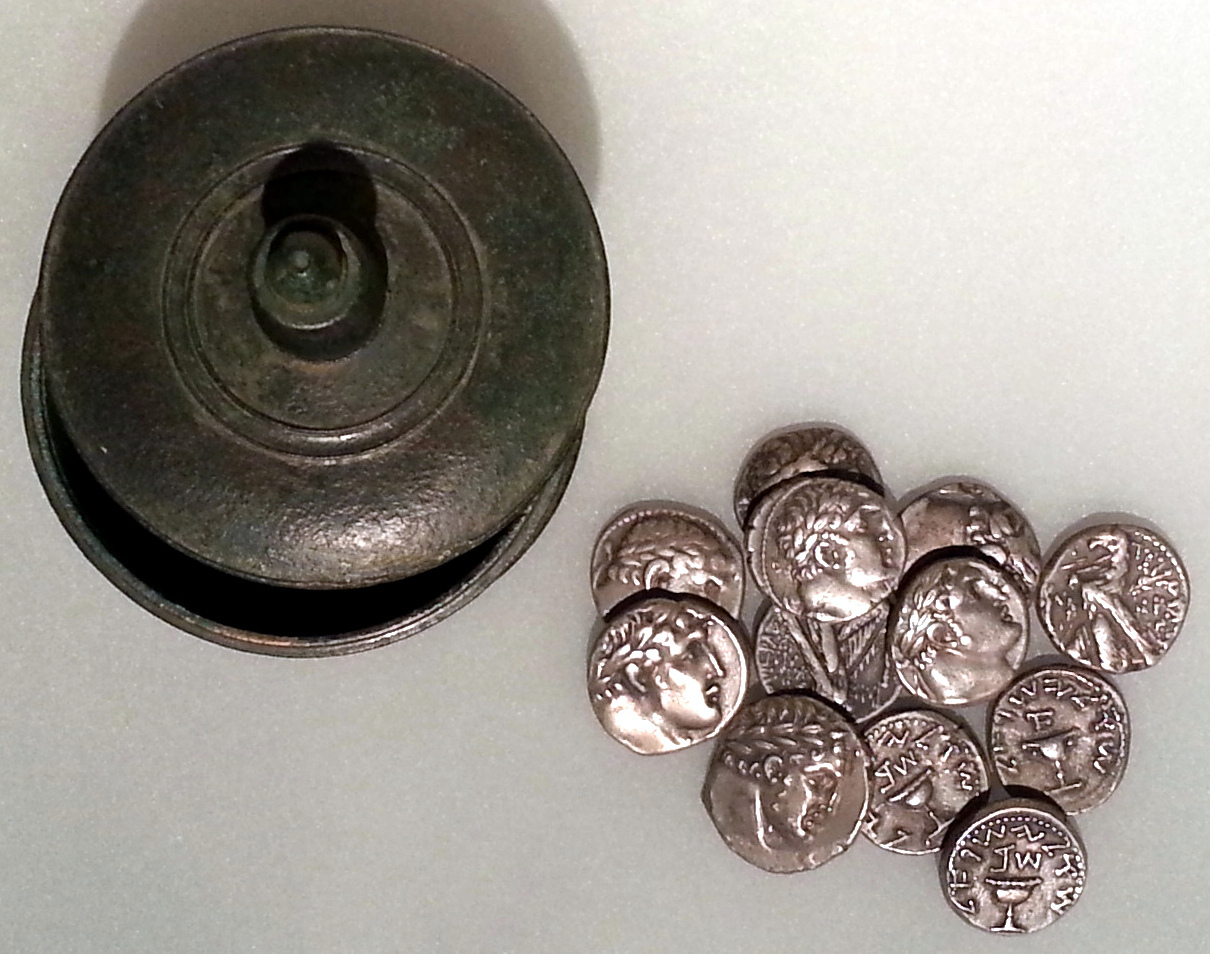
Hortfund aus dem Jüdischen Krieg: Tyrische Schekel und Jerusalemer Schekel (Israel-Museum)

Es sind bisher keine Hortfunde bekannt, die sowohl silberne als auch bronzene Münzen enthielten. Deponierungen von Silbermünzen des Jahres 4 fanden Archäologen nur in Jerusalem und Masada; Deponierungen von Bronzemünzen aus dem vierten Jahr des Aufstands entdeckte man in Jerusalem, Herodium und Ein Mazrouk.
Der älteste Hortfund wurde in Bir Zait gemacht und 1942 von Eleasar Sukenik publiziert; er enthielt 49 Tyrische Schekel und fünf Jerusalemer Prägungen der Jahre 1 bis 3.
Eine 9 cm hohe bronzene Pyxis mit ursprünglich etwa 40 Silbermünzen, von denen zwölf noch vorhanden sind, wird im Israel-Museum ausgestellt. Es handelt sich dabei um neun Tyrische Schekel und drei Jerusalemer Schekel (Schlussmünze: Jahr 2). Die Fundumstände sind unklar; der Fund soll aus der Gegend von Siloam stammen und wurde 1950 auf dem Antikenmarkt angeboten.
Yigael Yadin fand 1965 bei der Ausgrabung von Masada in der Nordmauer (Kasematte 1939), nahe der Synagoge, einen Hort von 19 Silbermünzen, davon 17 Jerusalemer Schekel, von denen drei im Jahr 5 geprägt worden waren. Sie wurden am Boden zerstreut vorgefunden und waren womöglich vom Schutt bedeckt, so dass sie nicht von Legionären mitgenommen wurden. Bei zwei tyrischen Münzen (Schekel und Halbschekel) in diesem Hort war die Prägung unkenntlich gemacht worden; sie wurden wegen ihres Materialwerts verwahrt. Bemerkenswert ist hierbei, dass es möglich war, während der römischen Belagerung von Jerusalem nach Masada zu gelangen und im Jahr 5 geprägte Schekel mitzubringen. Die Kasematten dienten vielen Zelotenfamilien als Wohnraum.
1969 wurden bei der Ausgrabung von Herodium in einem Eingangsbereich unter einer Aschenschicht 19 Bronzemünzen aus dem vierten Aufstandsjahr gefunden. Der Fund wurde nicht abschließend publiziert, der Verbleib der Münzen ist unbekannt.
1975 fand Benjamin Mazar in Jerusalem in einem eingewölbten Raum aus herodianischer Zeit nahe dem Robinsonbogen zusammen mit einem Kochtopf und einem Becher 34 im Jüdischen Krieg deponierte Bronzemünzen (Hoard A) in schlechtem Erhaltungszustand. Zwischen der herodianischen Straße, die an der Tempelmauer entlangführt, und dem eingewölbten Raum wurde ein weiteres Münzversteck (Hoard B) gefunden, das 13 Bronzemünzen, davon zwei Provinzialprägungen des Claudius enthielt. Auch diese Münzen sind schlecht erhalten; alle haben Schäden durch einen Brand, der ihre Identifizierung erschwert.
Im Jahr 2009 fand das Team von Boaz Zissu in einer Karsthöhle im Nahal Hameʽara westlich von Jerusalem (Te’omim-Höhle) verschiedene Deponierungen, darunter einen Münzhort aus dem Bar-Kochba-Aufstand, der einen Silberschekel aus dem Jüdischen Krieg enthielt.
Bei Rettungsgrabungen in Zusammenhang mit dem Ausbau der Autobahn zwischen Tel Aviv und Jerusalem wurde im Sommer 2014 ein Gefäß mit 114 Bronzemünzen in einem bislang unbekannten antiken jüdischen Dorf in der Nähe von Ein Mazrouk gefunden. Das Versteck befand sich in einem Winkel oder einer Mauernische eines Gebäudes und wurde einige Monate vor der römischen Belagerung von Jerusalem angelegt. Es handele sich, so die Ausgräber Pablo Betzer und Eyal Marco von der israelischen Altertümerbehörde, um Kleingeld, das zusammen vielleicht den Wert einer Silbermünze gehabt habe.
Anfang 2018 fand das Team von Eilat Mazar im Rahmen der Ophel-Grabung eine 7 × 14 m große Höhle, in der einige Einwohner von Jerusalem in der Endphase der Kämpfe um die Stadt Zuflucht gesucht hatten. Außer Keramikscherben fanden die Archäologen einen Hort von Bronzemünzen, der auch Prägungen des Jahres 4 enthielt.

## Rezeption

### Nachmanides
Im Jahr 1268 traf der jüdische Gelehrte und Bibelausleger Nachmanides in Akko mit Ältesten der dortigen Gemeinde zusammen. Diese zeigten ihm Silbermünzen, die er in seinem Torakommentar so beschrieb: „auf der einen Seite war eine Art Stab mit Mandelblüten und auf der anderen eine Schale. Sie erklärten, dies sei der Mandelblütenstab des Hohenpriesters Aaron und auf der anderen Seite eine Portion des Manna, mit dem die Kinder Israel in der Wüste ernährt wurden.“ Beide Deutungen beziehen sich auf die Tora:
- Der grünende Stab Aarons soll aufbewahrt werden, Num 17,25 LUT .
- Ein Gefäß mit Manna soll aufbewahrt werden, Ex 16,33 LUT.

### Humanistische Autoren
Siehe auch: Görlitzer Schekel

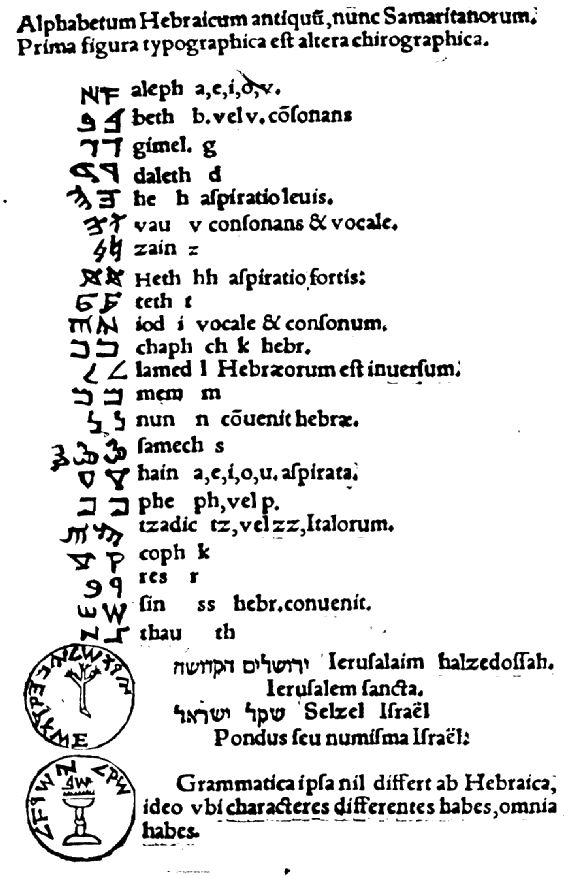
„Althebräisches und nun samaritanisches Alphabet“ (Guillaume Postel: Linguarum duodecim characteribus differentium Alphabeta, introductio ac legendi modus longe facilimus, 1538)

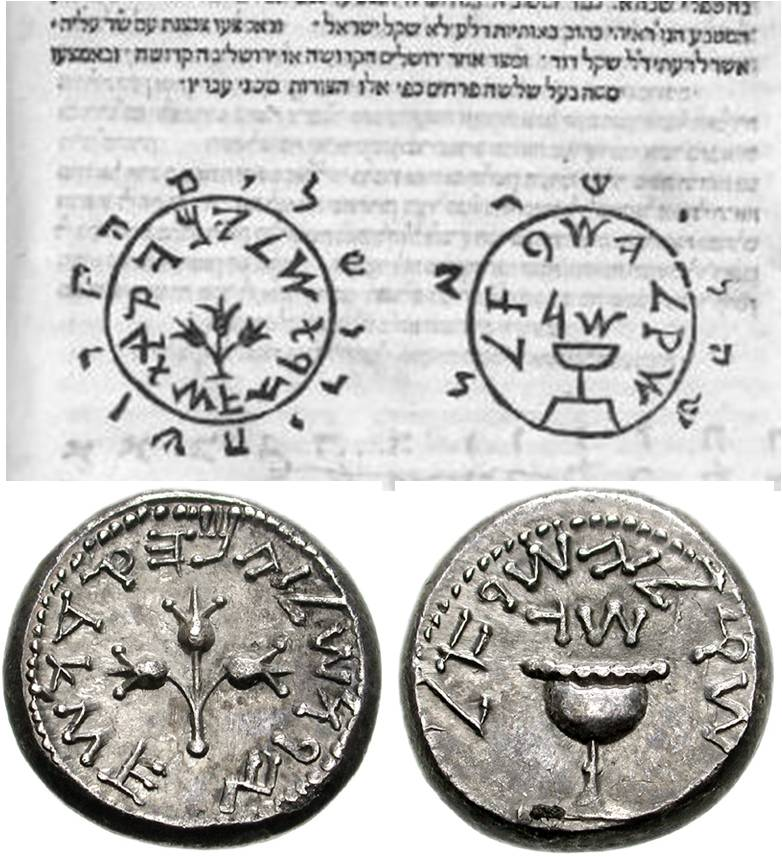
Illustration in Azaria dei Rossis Meor Enayim (1573) und Vergleich mit dem Original

Der Universalgelehrte Guillaume Postel bereiste 1536 gemeinsam mit dem französischen Gesandten Gabriel d’Aramon das Heilige Land. In Akko sah er einige Silberschekel und zwei in Jerusalem. Postel veröffentlichte 1538 zusammen mit einer Tafel der paläohebräischen Buchstaben die früheste bekannte Zeichnung eines Schekels, dessen Beschriftung er lesen konnte. In De Foenicum litteris schrieb er 1552, dass er bei der Besichtigung der Ruinen Jerusalems viele Bronzeschekel gesehen habe, aber auch einige silberne und sogar goldene Exemplare. Auf allen Münzen sei das Manna-Gefäß auf der Vorderseite und der Stab Aarons auf der Rückseite abgebildet gewesen.
Der jüdische Humanist Azaria dei Rossi veröffentlichte eine ähnliche Zeichnung der Vorder- und Rückseite eines Schekels in dem 1573 in Mantua erschienenen Werk Meor Enajim. Beide Autoren waren vorrangig an der Schrift interessiert.
Einen mehr numismatischen Zugang hatte Benito Arias Montano. Er forschte im Talmud zu jüdischen Maßen und Gewichten und kannte Nachmanides’ Beschreibung eines Silberschekels. Während des Konzils von Trient erhielt er von einem Erzbischof diverse antike Goldmünzen zur Prüfung sowie eine Silbermünze, die Nachmanides’ Beschreibung entsprach. Montano untersuchte sie eingehend. In seinem 1593 in Leiden erschienenen Werk Antiquitatum Iudaicarum libri IX findet sich eine exakte Wiedergabe nicht nur der Buchstaben, sondern auch der Motive von Vorder- und Rückseite.

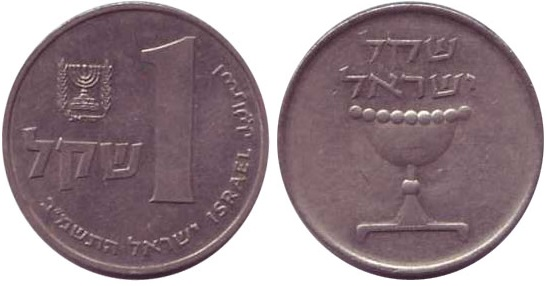
1 „alter“ Schekel

### Moderne israelische Münzen

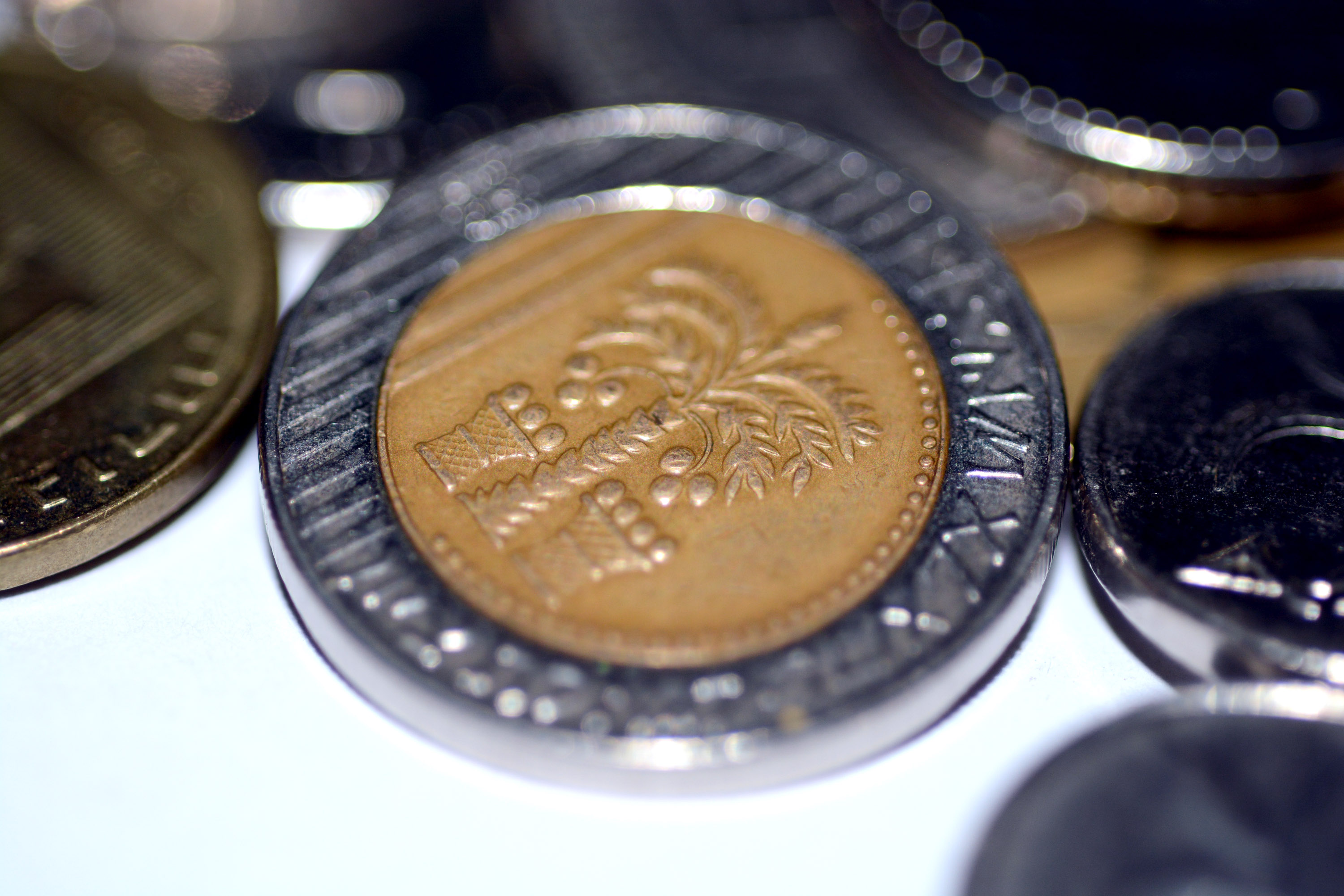
10 Neue Israelische Schekel

Motive von Münzen des Jüdischen Krieges wurden, ebenso wie Motive von Prägungen des Bar-Kochba-Aufstands, bei der Gestaltung von Münzen des Staates Israel öfter aufgegriffen. Beispielsweise zeigte das Ein-Schekel-Stück, das von 1980 bis 1985 ausgegeben wurde, das Motiv des Kelches.
Die aktuelle 10 NIS-Münze der Israelischen Zentralbank zeigt das Motiv der Dattelpalme zwischen zwei Körben mit der Umschrift לגאלת ציון (in paläohebräischer Schrift und in Quadratschrift): „Für die Erlösung Zions.“ Das Design der Münze schuf Reuven Nutels, Ausgabetag war der 7. Februar 1995.